# Acropora natalensis
Acropora natalensis là một loài san hô trong họ Acroporidae. Loài này được Riegl miêu tả khoa học năm 1995.